# Bartsia diffusa
Bartsia diffusa är en snyltrotsväxtart som beskrevs av George Bentham. Bartsia diffusa ingår i släktet svarthösläktet, och familjen snyltrotsväxter. Inga underarter finns listade i Catalogue of Life.